# 松平頼洽
松平 頼洽（まつだいら よりひろ）は、江戸時代中期の常陸国宍戸藩の世嗣。

## 略歴
4代藩主・松平頼多の長男として誕生。母は亀井茲胤の養女。
寛延3年（1750年）、宍戸藩嫡子として生まれたが、明和3年（1766年）に家督を継ぐことなく早世した。代わって頼救が本家である水戸藩から養子に入り、嫡子となった。